# Karpaterne
Karpaterne er en bjergkæde, der går på tværs af Centraleuropa. Med en længde på op mod 1.500 kilometer er det den tredjelængste bjergkæde i Europa kun overgået af Uralbjergene (2.500 kilometer) og de Skandinaviske bjerge (1.700 kilometer). Bjergkæden går fra det østlige Tjekkiet (3 %) og Østrig ( 1%) igennem det nordvestlige Slovakiet (21 %), Polen (10 %), Ukraine (10 %), Rumænien (50 %) til Serbien (5 %) i syd. Den højeste del af bjergkæden er Tatrabjergene i Polen og Slovakiet, hvis højeste tinder er over 2.600 høje med den 2.655 meter høje Gerlachovský ši i Slovakiet som den højeste tinde.
Den næsthøjeste er Sydkarpaterne i Rumænien, hvor de højeste tinder er mellem 2.500 og 2.550 meter høje.

## Inddeling
Den Karpatiske kæde kan inddeles i: De Vestlige Karpater (Tjekkiet, Polen, Slovakiet, Ungarn), De Østlige Karpater (Sydøstlige Polen, Østlige Slovakiet, Ukraine, Rumænien) og De Sydlige Karpater (Rumænien, Serbien).
De mest betydningsfulde byer i eller nær Karpaterne er Bratislava og Košice i Slovakiet, Kraków i Polen, Cluj-Napoca, Sibiu og Braşov i Rumænien og Miskolc i Ungarn.

## Karpater-skoven
Skoven dækker det meste af Karpaterne og udgør i dag det største sammenhængende skovområde i Europa uden for den europæiske del af Rusland. Skoven har både før og i kommunisttiden kun i begrænset grad været udnyttet kommercielt og rummer derfor en stor andel gamle træer. Det rige dyreliv tæller arter som brun bjørn, los, ulv og vildsvin. Kronhjort og en række andre hjortearter er almindeligt forekommende, men ikke elg. Skoven rummet de største bestande af brun bjørn, ulv og los i Europa, med den største koncentration i Rumænien. Over en tredjedel af alle europæiske plantearter vokser her.

### Fauna
Ud over de store rovdyr og planteædere er her også et rigt insektliv, som trives i de mange gamle træer. De mange insekter giver føde til et stort antal fugle og insektædere, og de mange træer til et stort antal gnavere.
Fuglelivet omfatter ugler, spætter, sort stork og tjur.

### Flora
Vegetationen er klart opdelt i zoner:
- Nederst en zone af blandet løvskov med bl.a. stilk-eg, småbladet lind, avnbøg i de nordlige områder og forskellige arter af eg fra middelhavs-området i de sydligere områder, bl.a. Dun-eg, frynse-eg og ungarsk eg.
- Den montane zone domineres af bøg og almindelig ædelgran hvor også rødgran og Ahorn forekommer.
- I den subalpine zone vokser især rødgran med spredte forekomster af røn. Ved trægrænsen findes også cembra-fyr og lærk.
- I den nedre del af den alpine zone forekommer bjergfyr, enebær og grønel.

Af skovområdets op mod 1.300 forskellige arter af planter skønnes cirka 100 at være endemiske.
|  |  |  |